# Adenophora takedae
Adenophora takedae är en klockväxtart som beskrevs av Tomitaro Makino. Adenophora takedae ingår i släktet kragklockor, och familjen klockväxter. Inga underarter finns listade i Catalogue of Life.